# Нодзири, Хоэй
Хоэй Нодзири (яп. 野尻抱影 Нодзири Хо:эй, 15 ноября 1885 — 30 октября 1977) — японский астроном и эссеист, известный популяризатор астрономии в Японии.
В 1930 году он предложил для японского языка название для недавно открытой планеты Плутон, которое переводится как «звезда подземного царя» (яп. 冥王星 мэйо:сэй).
Это название закрепилось в японском, корейском, китайском и вьетнамском языках.
В его честь назван астероид пояса астероидов (3008) Нодзири (1938 WA).